# ヒンメルクロン
ヒンメルクロン (ドイツ語: Himmelkron) は、バイエルン州クルムバッハ郡（オーバーフランケン行政管区）の町村（以下、本項では便宜上「町」と記述する）。連邦道303号およびアウトバーンA9（インターチェンジ39 - バート・ベルネック/ヒンメルクロン）沿いに位置する。

## 地理

### 自治体の構成
この町は、公式には14の地区 (Ort) からなる。このうち小集落や孤立農場などを除く集落を以下に列記する。
- ゲッセンロイト
- ヒンメルクロン
- クレミッツ
- ランツェンドルフ

## 歴史

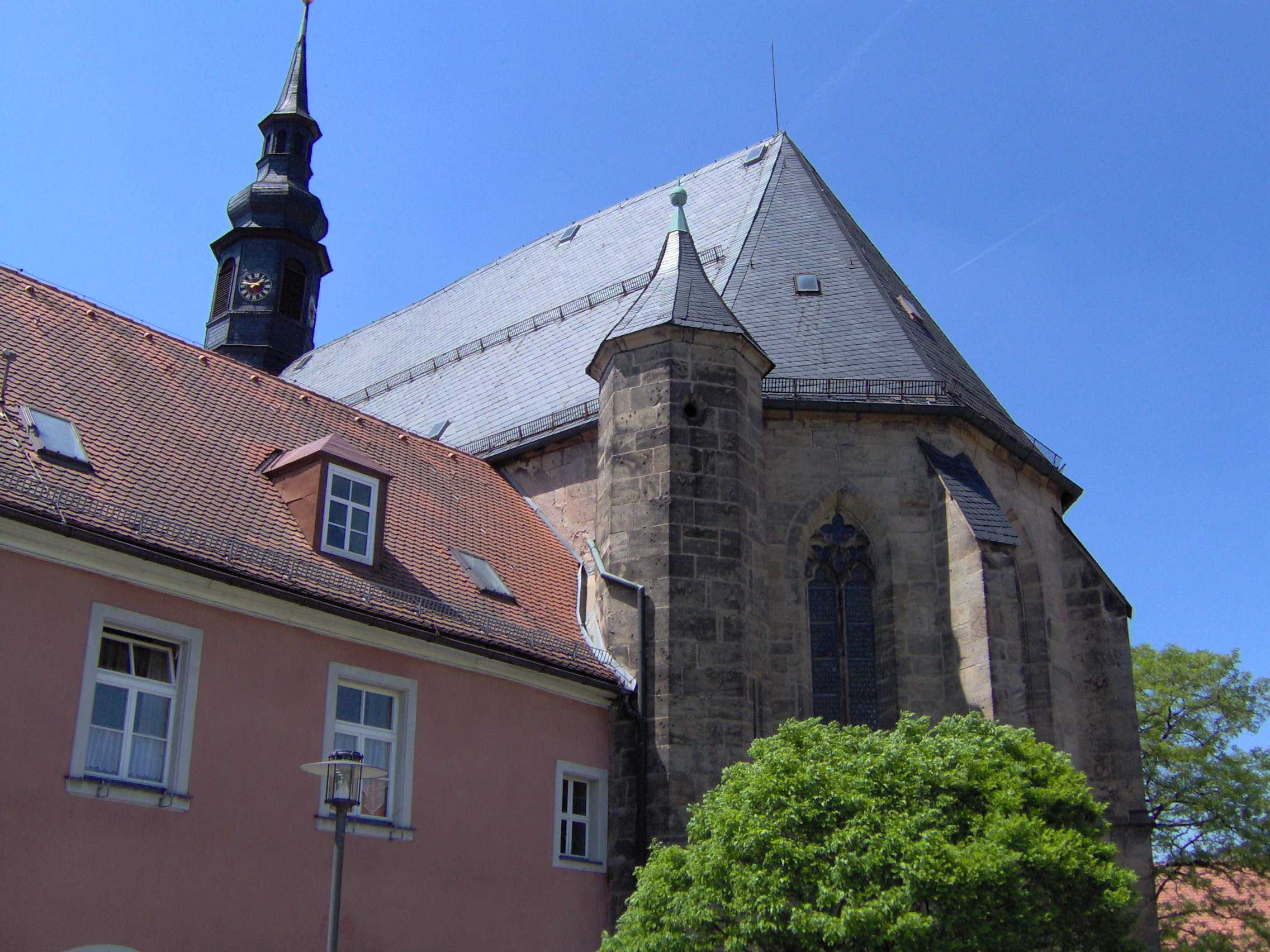
ヒンメルクロン修道院

この町は、1279年にシトー会修道院として開設され、1545年の宗教改革により廃止された。ブランデンブルク＝バイロイト辺境伯は修道院の土地を受け継ぎ、この地に夏の別荘を建設した。後に1792年から設けられたプロイセン王国バイロイト侯領のアムトは、1807年にティルジットの和約によりフランス領に、次いで1810年にバイエルン王国領になった。1818年に自治体としてのヒンメルクロンが成立し、1976年に独立した自治体であったゲッセンロイトとランツェンドルフが合併した。

### 人口推移
この地域の人口は、1970年 2,513人、1987年 2,833人、2000年には 3,433人であった。

## 行政
首長は、ゲルハルト・シュナイダー (CSU/Freie Wählergemeinschaft)。彼は、2002年にアンドレアス・クラインヘーフナー（初めSPD、1966年以後 FWG/PWG）の後任として、この職を引き継いだ。
議会は、首長を含めて17議席である。

## 友好都市
- Kynšperk nad Ohří （ドイツ名：ケーニヒスベルク・アン・デア・エーゲル）、（チェコ）

## 文化と見所
- ヒンメルクロン修道院

## 引用
1. ↑  https://www.statistikdaten.bayern.de/genesis/online?operation=result&code=12411-003r&leerzeilen=false&language=de Genesis-Online-Datenbank des Bayerischen Landesamtes für Statistik Tabelle 12411-003r Fortschreibung des Bevölkerungsstandes: Gemeinden, Stichtag (Einwohnerzahlen auf Grundlage des Zensus 2011)
2. ↑  Bayerische Landesbibliothek Online